# Аверин, Павел Иванович
Па́вел Ива́нович Аве́рин (1775—1849) — волынский, затем бессарабский губернатор, действительный статский советник.

## Биография
Родился в 1775 году в семье московского купца. Учился в московской гимназии для разночинцев, а потом в Московском университете, однако, не окончив курса, в 1794 году поступил на службу в город Корочу Курской губернии. Генерал-губернатором в это время был А. А. Беклешов, который скоро взял его в свою канцелярию, управляемую старшим братом, Петром Ивановичем Авериным. Сделав Аверина своим секретарём, Беклешов уже не расставался с ним, служа в Курске, Каменце, Киеве и в Петербурге. При преемнике Беклешова, П. Х. Обольянинове, Аверин сохранил секретарские обязанности.
С воцарением Александра I, когда Беклешов вновь занял должность генерал-прокурора, Аверин продолжал оставаться секретарём и уволен был только с назначением генерал-прокурором Гавриила Романовича Державина, выхлопотавшего Аверину в пенсию полный оклад содержания. С этими средствами Аверин уехал в Дерпт и поступил вольнослушателем в университет, надеясь посвятить ей свою жизнь, чего, однако, не произошло. Беклешов был назначен генерал-губернатором в Москву и в 1804 году вызвал Аверина к себе на должность правителя канцелярии. Произведённый в чин статского советника, Аверин служил до отставки Беклешова и с его увольнением в 1806 году получил годовой отпуск за границу, но из Кёнигсберга был опять вызван Беклешовым, назначенным начальником 2-й области сбора милиции. На Аверина было возложено инспектирование милиции в Псковской губернии и Остзейском крае. За свою деятельность на этом поприще он был удостоен ордена Св. Владимира 4-й степени.
Заключение Тильзитского мира приостановило сбор милиции, но её расформирования не последовало. Беклешов умер в 1808 году в Риге; Аверину пришлось сдавать дела. После сдачи он остался жить в Остзейском крае, а лето проводил в Крыму. Вновь вступил на службу только в 1811 году чиновником особых поручений при министре полиции А. Д. Балашове и затем при С. К. Вязмитинове.
В 1813 году, став министром юстиции, И. И. Дмитриев предложил Аверину место в Варшавском герцогстве, по гражданскому управлению. Аверина определил управлявший бывшим Варшавским герцогством В. С. Ланской в начальники области Краковского департамента, где не было ни одного органа русской власти, а польское население считало себя в саксонском подданстве. Аверину удалось выполнить данные приказания: отобрать оружие, выслать все найденные налицо деньги в Варшаву и привести город Краков к присяге российскому императору.
Аверин оставался в Кракове до 1815 года. Отсюда назначили его во Франкфурт комиссаром русского района, в ликвидационную комиссию о продовольствии войск в Германии. В русский район входили: Бавария, Вюртемберг, Баден, Гессенские и Саксонские владения (с 19 мелкими немецкими землями). Помощниками Аверина были назначены: генерал Сухарев и медик Эйнерлинг. В их обязанности сходило создание госпиталей на 30000 кроватей и заготовление резервов по маршруту движения российских войск. После успешного ведения дел во Франкфурте, Аверин был переведен 10 июля 1817 года в Кёнигсберг, в ликвидационную комиссию, учреждённую в 1813 году. Здесь Аверин сберёг большие суммы денег, не утверждая без проверки громадных счетов местных подрядчиков, несмотря на жалобы прусского генерал-интендантства. Вследствие замечаний, сделанных Авериным в Москве при проверке счетов, был вызван Е. Ф. Канкрин для переговоров по окончательному утверждению расчётов с Пруссией. После подписания ратификации 19 (31) августа 1818 года, кёнигсбергская комиссия была закрыта, а Аверину пожалован орден св. Анны 1-й степени, ордена разных немецких владетелей и две табакерки.
Аверин прибыл в Петербург и в марте 1820 года назначен генерал-провиантмейстером 1-й армии, но отказался от этого назначения, переселился в Дерпт, женился на Амалии Эйнике и прожил в отставке около года. Император Александр I вызвал его в Лайбах для выполнения личных поручений, намереваясь отправить в Италию войска для усмирения карбонариев. Аверин должен был заведовать при войсках продовольствием. В день Пасхи 1821 года он получил пожизненную пенсию. Войск не потребовалось, и Аверин через Венецию и Триест вернулся в Дерпт, где и провёл время до отъезда жены за границу.
В 1822 году Аверин приехал в столицу просить министра внутренних дел Ланского, дать ему место чиновника особых поручений. Состоя в этой должности, Аверин с доктором Савенко в 1827 году был послан исследовать Кавказские минеральные воды. Для заведования их делами был учреждён особый комитет из трёх членов: Аверина, генерал-майора Сазонова и лейб-медика Крейтона. Одновременно с этим Аверин был назначен членом комитета для рассмотрения проекта изменения дворянских выборов, в деятельности которой ему, однако, не пришлось принимать участия ввиду назначения Волынским губернатором. Управляя с 18 апреля 1828 года по 6 апреля 1831 года губернией, Аверин заведовал мероприятиями по передвижению и продовольствию войск к пределам Турции, при начале войны. Затем, он принимал меры против вторжения польских мятежников, после ухода войск из Варшавы при восстании Польши (в ноябре 1830 года), а также против эпидемии холеры.
В 1831 году Аверин испросил увольнение и посетил Курск, Петербург и Финляндию. 6 июля 1833 года он был назначен Бессарабским губернатором, где и закончилась его служебная карьера выходом в отставку 28 августа 1834 года.
Последние годы жизни провёл он в путешествиях: в 1840 году — в Швецию и Любек, в 1845 году — по Германии, Франции и Англии и в 1847 году — по южной Франции и Италии. Скончался 21 ноября (3 декабря) 1849 года.